# (31657) 1999 HN8
1999 HN8 (asteroide 31657) é um asteroide da cintura principal. Possui uma excentricidade de 0.08212820 e uma inclinação de 6.87525º.
Este asteroide foi descoberto no dia 16 de abril de 1999 por LINEAR em Socorro.